# Радиофизика

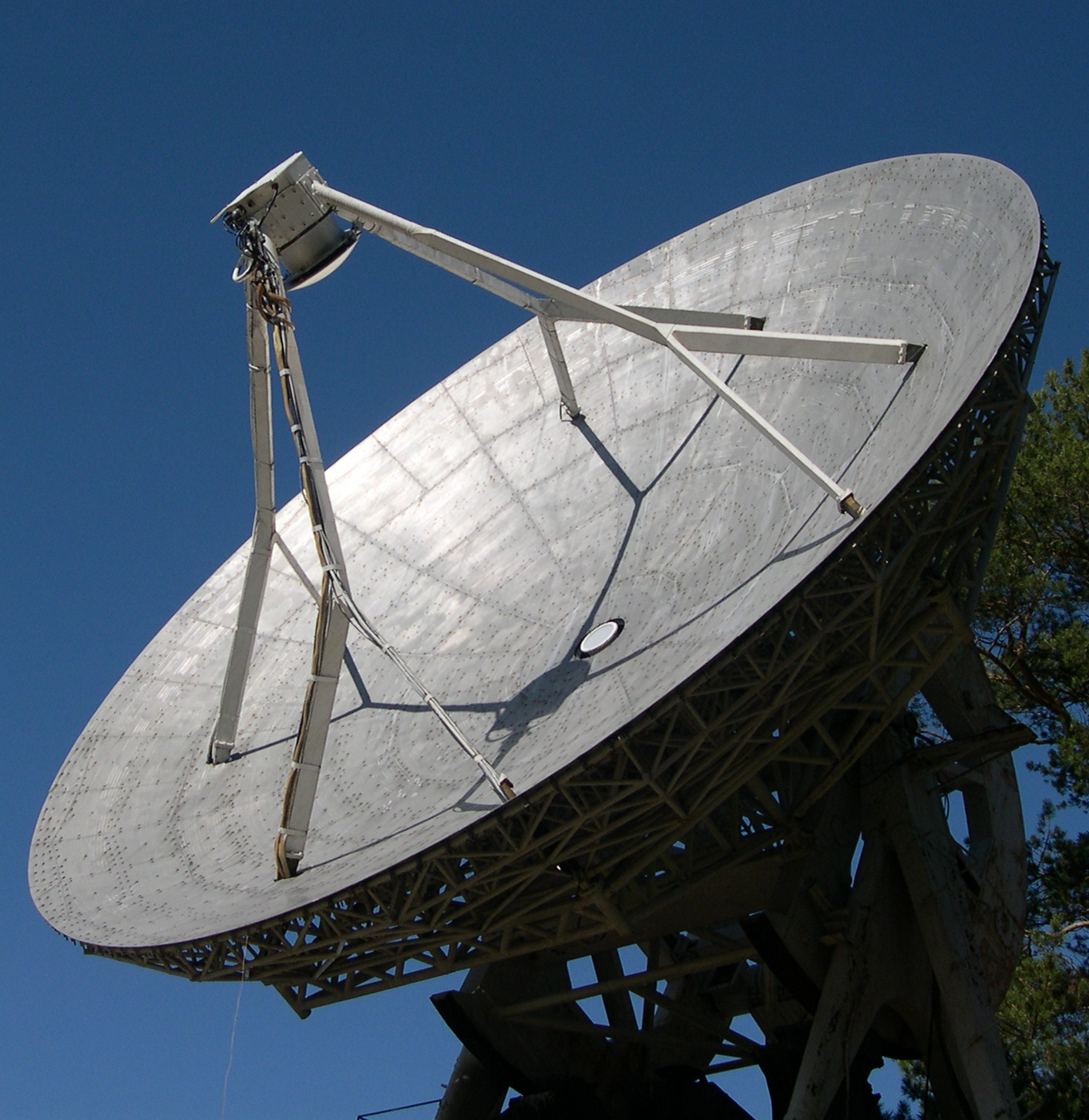
Антенна радиотелескопа

Радиофи́зика — наука, в широком смысле занимающаяся изучением колебательно-волновых процессов различной природы, в узком — изучением электромагнитных волн радиодиапазона. Исторически, основным предметом исследований радиофизики являлись радиоволны, а именно, их излучение и приём, распространение в различных средах, взаимодействие с объектами, а также поглощение. Однако впоследствии методы радиофизики были перенесены на другие разделы физики: оптику, акустику, СВЧ электронику, полупроводниковую электронику. Была создана общая теория распространения волн, разработаны методы решения волновых уравнений для нелинейных и неравновесных сред с пространственной и временной дисперсиями.

## Практическое значение
Важное применение радиофизика нашла в радиолокации. В радиолокации решается обратная волновая задача — по известному сигналу необходимо определить объект его сгенерировавший или рассеявший. Именно радиолокационные задачи привели к бурному развитию радиофизики в Советском Союзе после окончания Великой Отечественной войны.
Радиофизика обеспечивает радиотехнику методами, необходимыми для разработки таких устройств как приёмные и передающие антенны, генераторы электромагнитных волн, приёмники, усилители, фильтры, модуляторы, демодуляторы, радиоволноводы, радиолокаторы, квантовые устройства и т. д.
Радиофизические методы положили начало исследованию космоса в радиодиапазоне — т. н. радиоастрономии, имеющей важное значение для астрофизики.

## Направления исследований
В силу междисциплинарности данного раздела физики направления исследований во многом пересекаются с направлениями исследований в других разделах.
По решаемым задачам радиофизика может быть разделена на несколько подразделов:
- Классическая радиофизика
- Квантовая радиофизика
- Статистическая радиофизика

### Классическая радиофизика
В рамках классической радиофизики проводятся исследования по следующим направлениям:
- Излучение и распространение радиоволн.
- Электромагнитные свойства Земли и ионосферы.
- Электродинамика движущихся и нестационарных сред.
- Радиоастрономия.
- Нелинейная акустика.
- Сейсмоакустика.
- Электрогидродинамика.

### Квантовая радиофизика
Квантовая радиофизика занимается изучением волновых свойств веществ, с учётом их квантовых свойств. В данном подразделе можно выделить следующие направления:
- Физика лазеров.
- Нелинейная оптика.
- Волоконно-оптические системы.

### Статистическая радиофизика
В рамках статистической радиофизики рассматриваются задачи распространения волн в случайнонеоднородных средах. Этот раздел имеет большое количество важных приложений, связанных с передачей сигналов в реальных средах. Среди направлений исследований можно выделить:
- Задачи радиолокации.
- Диагностика поверхностей материалов.
- Передача акустических сигналов в толще океана.
- Диагностика плазмы.
- Диагностика живых биотканей.
- Мониторинг атмосферы.

## Преподавание в университетах
Современный уровень развития радиофизики и актуальных задач требует применения математического аппарата высокого уровня и хорошего владения большим количеством специфических методов. Кроме того, радиофизика является особым разделом физики, с особым, «волновым», подходом к решению задач. Это привело к выделению данного раздела в отдельную специальность «радиофизика».

### Российская Федерация
В Российской Федерации существует несколько университетов, в которых происходит обучение по специальности «радиофизика». Первый радиофизический факультет был основан в 1945 году в Нижегородском государственном университете им. Н. И. Лобачевского.
На данный момент радиофизические факультеты имеются в следующих университетах (в скобках указан год образования факультета):
- Нижегородский государственный университет им. Н. И. Лобачевского (1945)
- Томский государственный университет (1953)
- Владимирский государственный университет (1958)

Кроме этого, следующие университеты имеют в своём составе кафедры радиофизики (в скобках указан год основания кафедры):
- Санкт-Петербургский политехнический университет Петра Великого (1931)
- Санкт-Петербургский государственный университет (1946)
- Московский авиационный институт (1946)
- Московский государственный университет имени М. В. Ломоносова (1947)
- Московский физико-технический институт (1949)
- Саратовский государственный университет имени Н. Г. Чернышевского (1951)
- Казанский государственный университет (1952)
- Воронежский государственный университет (1953)
- Пермский государственный университет (1953)
- Иркутский государственный технический университет (1961)
- Новосибирский государственный университет (1967)
- Балтийский федеральный университет имени Иммануила Канта (1967)
- Южный федеральный университет (1967)
- Самарский государственный университет (1974)
- Северо-Восточный федеральный университет имени М. К. Аммосова (1974)
- Омский государственный университет (1975)
- Челябинский государственный университет (1986)
- Волгоградский государственный университет (1988)
- Сыктывкарский государственный университет (1991)
- Оренбургский государственный университет (1995 — до 1998 кафедра технической физики)
- Ульяновский государственный университет (2006)
- Тюменский государственный университет
- Алтайский государственный университет
- Ярославский государственный университет имени П. Г. Демидова
- Сибирский федеральный университет
- Российский университет дружбы народов
- Кольский филиал Петрозаводского государственного университета
- Крымский федеральный университет имени В. И. Вернадского
- Уральский федеральный университет
- Кубанский государственный университет

### Белоруссия
Радиофизический факультет существует только в одном белорусском университете — БГУ (год основания — 1976). Кафедра радиофизики также открыта в Гомельском государственном университете им. Франциска Скорины (с 1972 года).

### Украина
На Украине радиофизические факультеты открыты в следующих вузах:
- Киевский национальный университет имени Тараса Шевченко (1952)
- Харьковский национальный университет им. В. Н. Каразина (1952)

Кафедры радиофизики существуют в следующих вузах:
- Донецкий национальный университет (1991)
- Донбасский государственный технический университет (1999)
- Днепропетровский национальный университет имени Олеся Гончара
- Львовский национальный университет имени Ивана Франко (1964)

### Армения
В Армении радиофизические факультеты открыты в следующих вузах:
- Ереванский государственный университет (1975)
- Ереванский государственный университет архитектуры и строительства

### Казахстан
В Казахстане вышеупомянутые факультеты открыты в следующих вузах:
- Казахский национальный университет имени аль-Фараби (1934)
- Казахский национальный технический университет имени К. И. Сатпаева (1934)
- Южно-Казахстанский государственный университет имени М. О. Ауэзова (1943)
- Казахстанско-Британский технический университет (2001)
- Евразийский национальный университет имени Л. Н. Гумилёва (1996)